# Escales
Escales é uma comuna francesa na região administrativa de Occitânia, no departamento de Aude. Estende-se por uma área de 10,18 km². Em 2010 a comuna tinha 477 habitantes (densidade: 46,9 hab./km²).